# Archivo Nacional de Cataluña
El Archivo Nacional de Cataluña (ANC) (en catalán: Arxiu Nacional de Catalunya) es una institución cultural pública de Cataluña, España. Tiene el objetivo de reunir, conservar y difundir el patrimonio documental de Cataluña. Se encuentra adscrito al Departamento de Cultura, dentro la Dirección General de Archivos, Bibliotecas, Museos y Patrimonio, dependiente de la Generalidad de Cataluña. 
Creado el año 1939, es la institución archivística de referencia de Cataluña, y tiene su sede permanente en San Cugat del Vallés (provincia de Barcelona). Colaboran con el ANC empresas y entidades públicas con programas de recuperación y conservación de fondos documentales, así como Universidades e instituciones del ámbito de la investigación, tanto en proyectos de formación como de investigación. Por su parte, el ANC también apoya a varias instituciones y entidades ciudadanas en la realización de sus actividades culturales, vinculadas al patrimonio documental y al conocimiento de la historia catalana: Amigos de la Unesco, Instituto Catalán de Educación y Escuela Superior de Archivística y Gestión de Documentos, etc.

## Historia
El Archivo Nacional de Cataluña fue creado por decreto del gobierno de la Generalidad de Cataluña el 28 de noviembre de 1980 para dar respuesta a dos necesidades fundamentales y urgentes: en primer lugar, ocuparse de la gestión y comunicación de la documentación generada por la actividad administrativa y política de la propia Generalidad de Cataluña; y en segundo lugar, salvaguardar un patrimonio documental que, en manos de particulares, no siempre disponía de las condiciones materiales para su conservación adecuada ni de la posibilidad que los investigadores accedieran con facilidad. 
En sus inicios el ANC tuvo la sede en un edificio provisional del Ensanche de Barcelona. El 23 de abril de 1995 se inauguró la sede definitiva, en San Cugat del Vallés, en un solar cedido por el ayuntamiento de esta ciudad. El arquitecto Josep Benedito i Rovira proyectó la nueva sede. 
El edificio ocupa 12 625 m² y consta de cuatro bloques conectados por un patio interior y dotados de los medios idóneos para la preservación de los diferentes tipos de apoyos documentales. Las dos primeras plantas están destinadas a servicios, las cuatro superiores a depósitos —con capacidad para 66 km de estanterías—, y en el sótano se encuentra el almacén; además, hay dos cuerpos anejos dónde se encuentran el área de difusión cultural y el área de recepción y primeros tratamientos. 
Son destacables las actuaciones que ha llevado a cabo para preservar el patrimonio documental catalán al extranjero: así, se han inventariado y digitalizado los fondos de la Sociedad de Beneficencia de Naturales de Cataluña de La Habana y de la Asociación Catalana de Socorros Mutuos 'Montepío de Montserrat' de Buenos Aires. El departamento de cultura de la Generalidad de Cataluña ha firmado un convenio con la asociación Archivo Guerra y Exilio (AGE) para colaborar en la recuperación de la documentación relativa a Cataluña e ingresarla en el Archivo Nacional de Cataluña, obtener copias de los fondos relativos a Cataluña conservados en archivos españoles y de los documentos depositados en archivos públicos extranjeros, y vincular al ANC la delegación de la AGE en Cataluña asignándole una sede en sus instalaciones. El ANC conserva, entre otros, los documentos de la Generalidad que anteriormente se almacenaban al Archivo General de la Guerra Civil de Salamanca. 
La actividad de difusión la realiza mediante la página web institucional y la edición del "ANC. Arxiu Nacional de Catalunya", boletín cuatrimestral impreso, que informa de los trabajos técnicos y de las actividades dirigidas al público, como por ejemplo exposiciones, cursos o conferencias. El Servicio Didáctico publica dos colecciones: “Fem parlar les fonts” y “Les claus de la història”.

## Áreas
- Archivo general de la Administración: ingresa, recupera y gestiona la documentación generada por la acción política y administrativa de los departamentos, organismos y empresas de la Generalidad. El área de Fondo de la administración realiza los trabajos relacionados con la conservación de los testigos documentales que, especialmente a lo largo del siglo XX, ha producido la administración pública en Cataluña.

- Archivo histórico: recupera toda aquella otra documentación que, de acuerdo con la legislación, tiene una especial relevancia para el conocimiento de la historia nacional catalana. El área de los fondos históricos desarrolla el ingreso de aquellos fondos de propiedad privada que le son dados o depositados por sus propietarios o poseedores.

- Área de los fondos de Imágenes, gráficos y audiovisuales: da tratamiento específico en función del apoyo a los documentos y archivos de imagen y sonido. Vela también por la recuperación de los fondos de estas características y por su ingreso en el Archivo Nacional.

- Área de Reprografía y Nuevas Tecnologías: realiza los programas de reproducción de los fondos en función de las necesidades internas y externas del centro. Esta área tiene también como función hacer el seguimiento de las innovaciones tecnológicas en el campo de la información y el tratamiento documental y elaborar programas para su implementación en el Archivo Nacional.

- Laboratorio de Restauración: se encarga de llevar a término los trabajos de conservación y de consolidación de los documentos y destina una parte de sus esfuerzos a programas de colaboración con instituciones públicas y privadas.

- Biblioteca del Archivo Nacional de Cataluña: integrada por la biblioteca auxiliar y los fondos de reserva, está al servicio de los usuarios del archivo y en particular de los investigadores.

## Fondos
Por su naturaleza de archivo general de la administración y de archivo histórico, el Archivo Nacional de Cataluña ingresa y custodia fondos de orígenes muchos diversos, con respecto a su procedencia, titularidad y régimen jurídico, apoyo y formato. 
Actualmente el centro conserva más de 500 fondos y colecciones que ocupan 30.000 metros lineales. En relación con los archivos de imagen y sonido, el centro reúne también más de un millón y medio de imágenes, destacando los casi doscientos mil negativos de vidrio y los cuatrocientos mil positivos, un millón de planos y mapas y más de 25.000 carteles. 
- Fondos de la Generalidad de Cataluña: se encuentran diferenciados en tres etapas cronológicas: la primera corresponde a la documentación generada por la Generalidad durante la II República (1931-1939); la segunda incluye la documentación producida al exilio durante la dictadura franquista, de 1939 a 1977; la tercera corresponde a la etapa actual, que se inicia el año 1977 con el restablecimiento de la Generalidad.
- Fondo de la Administración local: documentación vinculada a la institución que se considera el precedente contemporáneo de la Generalidad de Cataluña. Por un lado la Mancomunidad de Cataluña (1914-1925) y, por otro lado, el fondo de la Comisión Liquidadora de la Mancomunidad creada durante la dictadura de Primo de Rivera con tal de gestionar la liquidación de las cuentas de la extinguida Mancomunidad (1925-1932).
- Fondo de la Administración periférica del Estado: está constituido mayoritariamente por los fondos de las delegaciones ministeriales al ámbito provincial de Barcelona. Se trata de documentación generada en Cataluña durante los años del franquismo y transferida a la Generalidad con los traspasos de competencias.
- Fondos de la Administración Real y Señorial: conserva más de 3000 pleitos de la serie procesos civiles procedentes de la Real Audiencia de Cataluña, desde finales del siglo XVI hasta el XIX.
- Fondos judiciales: documentación de diferentes órganos judiciales radicados en Cataluña a lo largo del siglo XX.
- Fondos registrales: 2.507 libros-registro de los Corredores Reales de Cambio de Barcelona (1780 - 1956), denominados también corredores de comercio.
- Fondos de instituciones: reúne los fondos de organismos creados para una función muy específica, de servicio o interés público, vinculados en mayor o menor grado a la Generalidad de Cataluña, ya sea durante la etapa republicana o en la actualidad, pero con carácter y atribuciones claramente diferenciados. Las materias a que hacen referencia estos entes son de varios ámbitos.
- Fondos de asociaciones y fundaciones: incluyen los archivos de asociaciones y entidades, de organizaciones sindicales, y de partidos y asociaciones políticas que han tenido una importancia capital en la historia contemporánea de Cataluña.
- Fondos de empresas: integrado por unas 100 empresas de diferentes sectores, a partir del siglo XVIII, entre los cuales sobresalgo el textil, el metalúrgico, el comercial, el químico y el editorial. Dentro de este apartado destacan grandes empresas nacionales y multinacionales, como La España Industrial, Manufacturas Sedó, Tecla Sala, La Maquinista Terrestre y Marítima, Macosa, Siemens, Castañer, la Compañía General de Tabacos de Filipinas, Cros y Carburos Metálicos.
- Fondos patrimoniales: destacan por su importancia los nobiliarios: el linaje Sentmenat, marqueses de Castelldosrius; los Güell-López, condes de Güell y marqueses de Comillas; el linaje Moixó, marqueses de Sant Mori, el linaje Oriola-Cortada, condes del Valle de Marlés, los Blanes-Centelles, condes del castillo de Centellas, el linaje Despujol, marqueses de Palmerola, la Baronía del Albi, la baronía de Ribellas, que incluyen documentación a partir del siglo XII y el linaje de Cruïlles de Peratallada, marqueses de Castillo de Torrent y Barones de Cruïlles. El conjunto de estos fondos reúnen una colección de pergaminos que llega a las 7000 unidades.
- Fondos personales: conjunto de archivos y fondos de personalidades representativas de la sociedad catalana de los siglos XIX y XX de ámbitos muy diversos. Se encuentran políticos (Francesc Macià, Prat de la Riba, Ventura Gassol, Jaume Aiguader, José María de Porcioles, Ramón Trias Fargas y Santiago de Cruïlles de Peratallada Bosch, entre otros); pensadores y pedagogos (Eugeni d’Ors y Alexandre Galí); intelectuales (Carles Orilla, Octavi Saltor, Maurici Serrahima y Ferran Soldevila) y artistas (Josep Mainar, Joaquim Renart). También la obra fotográfica de varios fotógrafos profesionales y aficionados desde principios de siglo.
- Colecciones: provenientes de recuperaciones, donaciones y compras, reúne colecciones de bandos y edictos (siglos XVIII-XX).